# Oscar Hasse

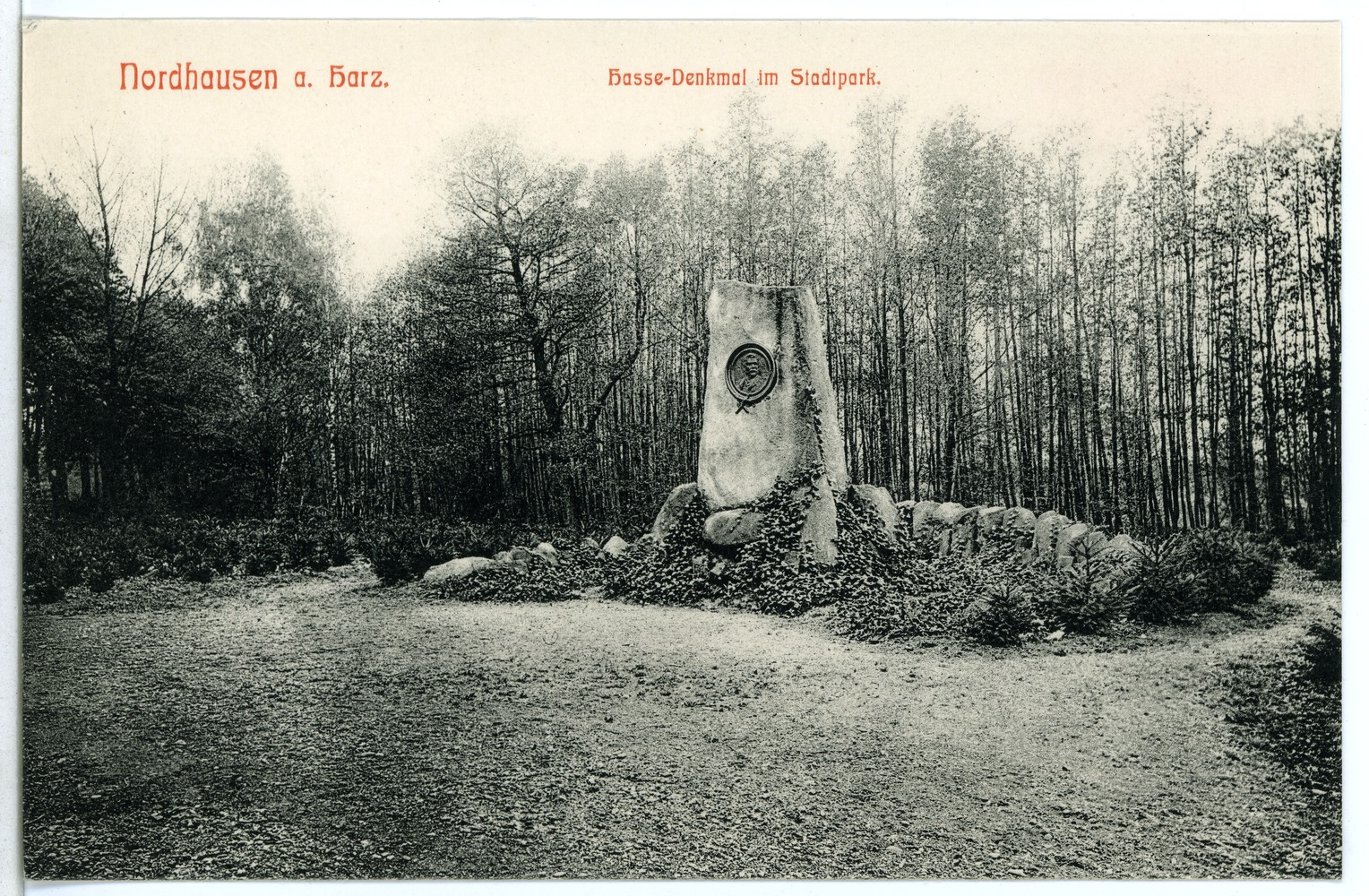
Hassedenkmal im Stadtpark Nordhausen

Oscar Hasse (* 13. März 1837 in Quedlinburg; † 14. Februar 1898 in Nordhausen) war ein deutscher Mediziner.

## Leben
Oscar Hasse wurde als Sohn des Predigers Ferdinand Hasse und der Frau Johanne Hasse, geborene Fessel geboren. Die Familie lebte in Quedlinburg an der Adresse Ägidii Kirchhof 647. Er studierte an den Universitäten Greifswald und Berlin Medizin. In Greifswald wurde er 1857 Mitglied des Corps Pomerania. 1861 wurde er um Dr. med. promoviert. Anschließend war er Assistent im Krankenhaus Bethanien in Berlin. Von 1864 bis zu seinem Tod war er niedergelassener Arzt in Nordhausen.
In Bethanien war er an den ersten Tracheotomien beteiligt. Er war ein Pionier der Bluttransfusion. Er gehörte zu den Befürwortern der Übertragung von defibriniertem (ungerinnbar gemachtem) Menschenblut. 1873 begann er, angeregt durch Franz Gesellius, mit der Übertragung von Lammblut auf Menschen. Er war überzeugter Befürworter  dieser Operation, auch als deren Gefährlichkeit und Nutzlosigkeit bereits nachgewiesen war.
Oscar Hasse war Gründer, Vorsitzender und Ehrenvorsitzender des Nordhäuser Harzklubs.

## Auszeichnungen
Seit dem Jahre 1900 erinnert in Nordhausen am nördlichen Ausgang des Stadtparks ein Findling mit Porträtmedaillon an Oscar Hasse.

## Schriften
- De anaesthesia longe diffusa in individuo epileptico, 1861.
- Einige Fälle von Transfusion. In: Berliner Klinische Wochenschrift, 6, 30. August 1869, Nr. 35, S. 370–373.
- Dritter Congress der Deutschen Gesellschaft für Chirurgie. Zweiter Sitzungstag. Ueber Lammblut-Transfusion. In: Berliner Klinische Wochenschrift. Organ für practische Aerzte, Elfter Jahrgang 20. Juli 1874, Nr. 29, S. 353–354.
- Die Lammblut-Transfusion beim Menschen. Erste Reihe: 31 eigene Transfusionen umfassend. St. Petersburg: Eduard Hoppe, 1874.
- Surgical management for direct animal-blood transfusion, 1874.
- Über Transfusion. Eine Erwiderung auf Professor P. L. Panum’s Abhandlung: Zur Orientierung in der Transfusionsfrage. In: Archiv für pathologische Anatomie und Physiologie und für klinische Medicin. Band 64 (2), Juli 1875, S. 243–292.